# Bert Sakmann

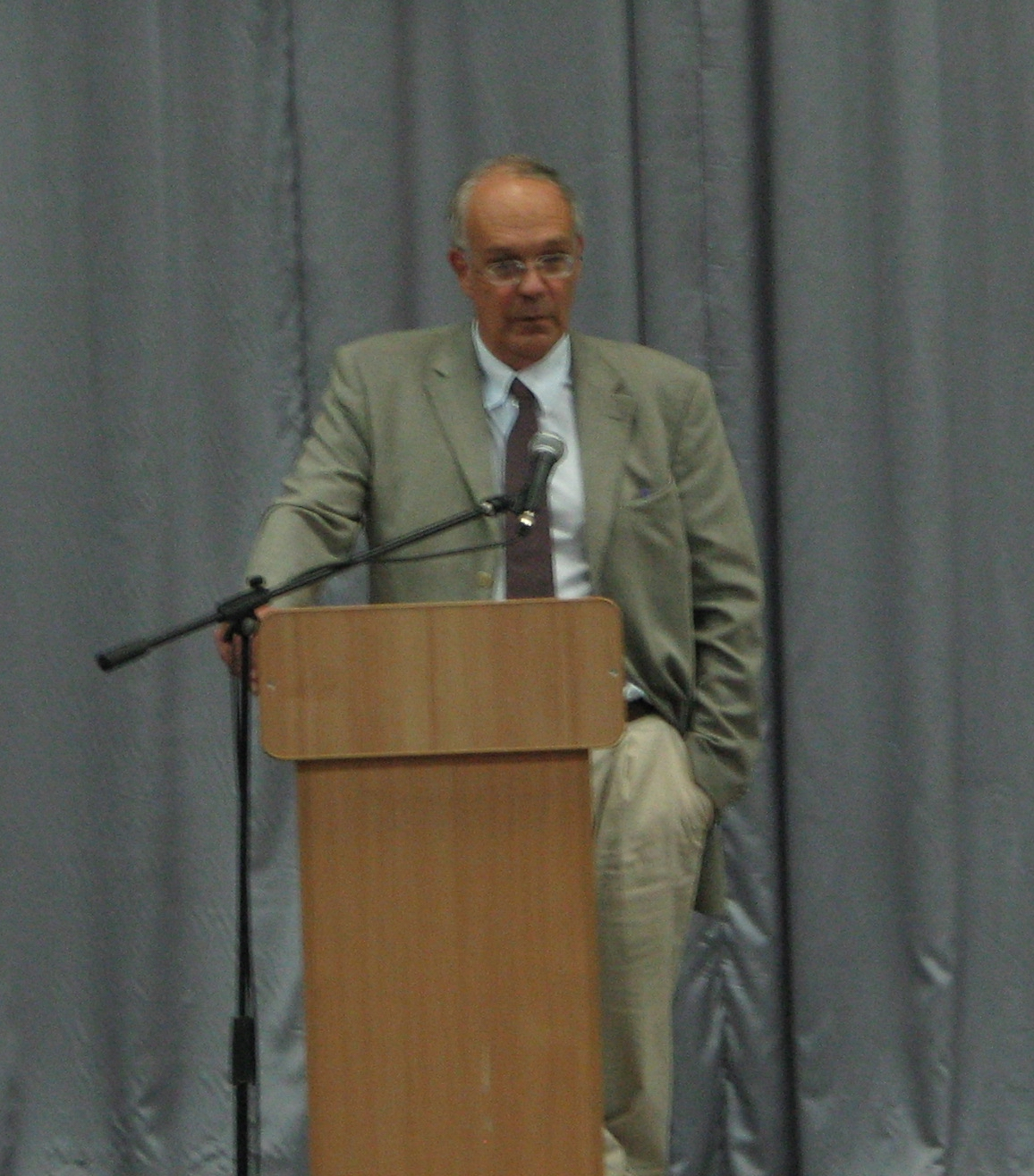
Bert Sakmann (2007)

Bert Sakmann (* 12. Juni 1942 in Stuttgart) ist ein deutscher Mediziner und Physiologe. Ihm wurde 1991 gemeinsam mit Erwin Neher der Nobelpreis für Physiologie oder Medizin verliehen. Beide Wissenschaftler erhielten den Preis für die Entwicklung der Patch-Clamp-Technik zur messtechnischen Beobachtung der Bewegung geladener Teilchen durch die Zellmembran.
Bert Sakmann ist ehemaliger Direktor der Abteilung Zellphysiologie am Max-Planck-Institut für medizinische Forschung in Heidelberg. Sakmann habilitierte an der Georg-August-Universität Göttingen und forschte am Max-Planck-Institut für biophysikalische Chemie in Göttingen. Seit 2008 leitet er die Emeritus-Gruppe Funktionelle Anatomie einer kortikalen Säule am Max-Planck-Institut für Neurobiologie in Martinsried. Außerdem ist er Leiter der Sakmann-Forschungsgruppe am Institut für Neurowissenschaften der Technischen Universität München.

## Leben
1948 besuchte er die Volksschule in Lindau. Das Abitur machte er 1961 am Wagenburg-Gymnasium in Stuttgart. Anschließend studierte er bis 1967 Medizin an den Universitäten in Tübingen, Freiburg, Berlin, Paris und München. Nach dem Medizinischen Staatsexamen an der Ludwig-Maximilians-Universität München wurde er 1968 Medizinalassistent an der Universität München und Wissenschaftlicher Assistent am Max-Planck-Institut für Psychiatrie in München, Abteilung Neurophysiologie bei Otto Detlev Creutzfeldt. 1971 ging er  an das University College London, das Department of Biophysics, zu Bernard Katz und schloss 1974 seine Medizinische Dissertation mit dem Titel Elektrophysiologie der neuralen Helladaptation in der Katzenretina (Medizinische Fakultät der Universität Göttingen) ab.
1974 ging er zurück zu Otto Creutzfeldt, der inzwischen am Max-Planck-Institut für biophysikalische Chemie in Göttingen forschte. Seit 1979 war er in der Gruppe Membranbiologie Abteilung fester Mitarbeiter. 1982 habilitierte er mit der Schrift Beobachtung von Transmitter-Rezeptor-Wechselwirkung auf molekularer Ebene: Hochauflösende Strommessungen an kleinen Membranarealen von Einzelzellen und zellfreien Membranfragmenten an der Medizinischen Fakultät der Universität Göttingen und wurde 1985 Direktor der Abteilung Zellphysiologie am Max-Planck-Institut für biophysikalische Chemie, Göttingen. Im Jahre 1984 wurde Sakmann der Adolf-Fick-Preis verliehen. 1987 wurde er Ordentlicher Universitätsprofessor an der medizinischen Fakultät der Universität Göttingen und ihm wurde der Gottfried-Wilhelm-Leibniz-Preis der Deutschen Forschungsgemeinschaft verliehen.
1988 wurde er korrespondierendes Mitglied in der mathematisch-naturwissenschaftlichen Klasse der Bayerischen Akademie der Wissenschaften, 1988 Direktor der Abteilung Zellphysiologie am Max-Planck-Institut für medizinische Forschung, Heidelberg, anschließend nahm er 1990 einen Ruf an die Fakultät für Naturwissenschaftliche Medizin der Universität Heidelberg an. Ein Jahr später wurde er in Heidelberg Ordentlicher Universitätsprofessor an der Fakultät für Biologie. Mittlerweile emeritiertes wissenschaftliches Mitglied des Max-Planck-Instituts für medizinische Forschung, leitet er seit 2008 eine Emeritusgruppe am Max-Planck-Institut für Neurobiologie.
1983 wurde er mit dem W. Alden Spencer Award ausgezeichnet, 1986 mit dem Louisa-Gross-Horwitz-Preis, 1988 mit dem Louis-Jeantet-Preis, 1989 mit einem Gairdner Foundation International Award, 1991 mit dem Ralph-W.-Gerard-Preis, dem Harvey-Preis, der Carus-Medaille und dem Landesforschungspreis Baden-Württemberg. 1991 bekam er zusammen mit Erwin Neher, mit dem er in Göttingen zusammengearbeitet hatte, den Nobelpreis für Physiologie oder Medizin für ihre Entwicklung einer Methode zum direkten Nachweis von Ionenkanälen in Zellmembranen zur Erforschung der Signalübertragung innerhalb der Zelle und zwischen den Zellen. 2006 erhielt er die Erasmus Medal der Academia Europaea.
Sakmann gründete die Bert-Sakmann-Stiftung, die von der Alexander von Humboldt-Stiftung verwaltet wird. 1992 wurde er Korrespondierendes Mitglied der Akademie der Wissenschaften zu Göttingen, Mitglied der American Academy of Arts and Sciences und ordentliches Mitglied der Academia Europaea. 1993 wurde er von der Heidelberger Akademie der Wissenschaften zum Ordentlichen Mitglied und in die National Academy of Sciences gewählt. Im gleichen Jahr wurde er zu einem Mitglied der Deutschen Akademie der Naturforscher Leopoldina, seit 2008 Nationale Akademie der Wissenschaften, gewählt.
Von 2009 bis 2011 war Sakmann Gründungsdirektor des Max-Planck-Instituts für Biomedizin in Florida. Diese Einrichtung ist die erste Niederlassung der deutschen Max-Planck-Gesellschaft in den Vereinigten Staaten.